# Novo Airão
Novo Airão es un municipio de Brasil situado en el estado de Amazonas, con una población de 17.671 habitantes. Está situada a 199 km de Manaus. Posee un área de 37.490 km². 
Se encuentra en la región metropolitana de Manaus. Su nombre es una referencia a la antigua Airão, un pueblo fantasma, que parte de los pobladores originarios. Es conocida por sus playas de río de arena blanca y la fabricación de barcos. Destaca por la belleza de la ciudad y la riqueza natural. Con vistas a las orillas del río Negro, uno de los ecosistemas más ricos y más importantes en la Amazonia.

## Geografía
Novo Airão está situado en la margen derecha del río Negro, en Manaus, a una distancia de 115 km en línea recta y 199 por el río. Limita con las ciudades de Presidente Figueiredo, Manaus, Iranduba, Manacapuru, Caapiranga, Codajás, Barcelos y el estado de Roraima.

## Etimología
Airão es la traducción al portugués del castellano Airón, nombre de un dios precéltico con topónimos muy abundantes en la celtiberia.